# Pharaphodius pongensis
Pharaphodius pongensis är en skalbaggsart som beskrevs av S. Endrödi 1983. Pharaphodius pongensis ingår i släktet Pharaphodius och familjen Aphodiidae. Inga underarter finns listade i Catalogue of Life.